# Jan van Aken

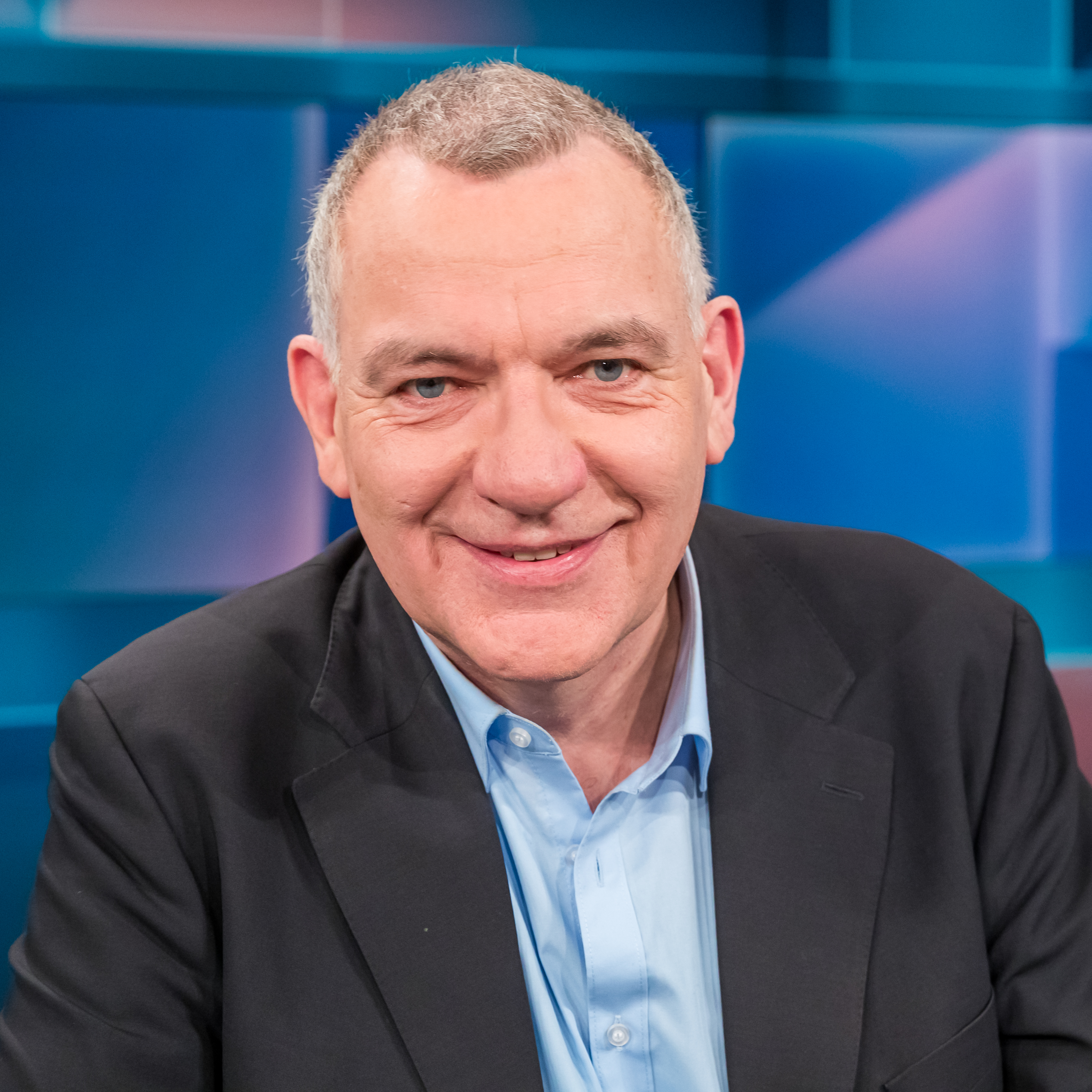
Jan van Aken (2025)

Jan Paul van Aken (* 1. Mai 1961 in Reinbek) ist ein deutscher Politiker (Die Linke). Der promovierte Biologe arbeitete als Aktivist gegen biologische Kriegswaffen, von 2004 bis 2006 als Biowaffeninspekteur für die UN und war von 2009 bis 2017 und erneut ab 2025 Mitglied des Deutschen Bundestages. 2016 veröffentlichte er als Whistleblower die sogenannten TTIPleaks-Dokumente. Seit Oktober 2024 ist er gemeinsam mit Ines Schwerdtner Bundesvorsitzender der Linkspartei. Zusammen mit Heidi Reichinnek trat er bei der Bundestagswahl 2025 als Spitzenkandidat an und zog zum dritten Mal über die Landesliste in den Deutschen Bundestag ein.

## Leben
Jan van Aken, Sohn einer katholischen Sekretärin und eines Werkzeugmachers, wuchs in Glinde-Wiesenfeld bei Hamburg auf. Während seiner Jugend war van Aken Ministrant und früh politisch aktiv. Nach seinem Abitur an der Reinbeker Sachsenwald-Oberschule im Jahr 1980 campierte er in der Republik Freies Wendland gegen das atomare Endlager in Gorleben. Im Anschluss an seinen Zivildienst im Hamburger Karolinenviertel studierte van Aken Biologie an der Universität Hamburg. 1983 gründete er dort die studentische Arbeitsgruppe „Risiken der Gentechnologie“. Nach dem Abschluss als Diplom-Biologe (1989) und seiner Promotion über die Fixierung pflanzlicher Proben im Weltraum (1993) arbeitete er von 1997 bis 1998 als Gentechnikexperte und Aktivist bei Greenpeace.
Im Jahr 1999 gründete er zusammen mit dem US-amerikanischen Biosicherheitsaktivisten Edward Hammond und der kolumbianischen Rechtsanwältin Susana Pimiento die NGO Sunshine Project für Recherchen zu möglichen Verstößen gegen die internationale Biowaffenächtung. Diese mobilisierte erfolgreich gegen den von den Vereinigten Staaten geplanten Einsatz genetisch modifizierter Schimmelpilze der Art Fusarium oxysporum, genannt „Agent Green“, zur Vernichtung pflanzlicher Drogen.
2003 gründete er die „Forschungsstelle Biowaffen und Rüstungskontrolle“ an der Universität Hamburg. Von 2004 bis 2006 war Jan van Aken Biowaffeninspekteur für die Vereinten Nationen.
Nach der Rückkehr nach Hamburg im Anschluss an seine Tätigkeit für die UN trat van Aken der Linkspartei bei und wurde zwei Jahre später deren Spitzenkandidat bei der Bundestagswahl 2009 in Hamburg. Von 2012 bis 2013 war er stellvertretender Vorsitzender der Partei und von 2016 bis 2022 Mitglied des 44-köpfigen Bundesvorstandes. Im Jahr 2017 meldete er die größte Demonstration gegen den G20-Gipfel in Hamburg an.
Im Januar 2025 gab er im Format „Spitzengespräch“ des Spiegels an, 2016 rechtswidrig die Geheimdokumente der Verhandlungen zum Freihandelsabkommen TTIP geleakt zu haben (→ Siehe: TTIPleaks). Dieses Verhalten stelle zwar unter Umständen eine Straftat dar, strafrechtliche Konsequenzen habe er aber nach eigenen Angaben nicht zu fürchten, da bereits Verjährung eingetreten sei.
Nach dem freiwilligen Ausscheiden aus dem Bundestag 2017 arbeitete van Aken freiberuflich für verschiedene internationale Organisationen, darunter 2019 ein Jahr lang für die Weltgesundheitsorganisation. 2022 wurde er Referent für internationale Konflikte bei der Rosa-Luxemburg-Stiftung. Dafür lebte er zunächst in Tel Aviv, bis er drei Tage nach dem Terrorangriff der Hamas auf Israel im Oktober 2023 ausfliegen konnte.
Jan van Aken betreibt zusammen mit Linda Peikert einmal im Monat den Podcast dis:arm.

## Privates
Jan van Aken ist Vater von drei Kindern.

## Politische Ämter

### Bundestagsabgeordneter

#### Mandate und Ausschusszugehörigkeit
Jan van Aken zog nach der Bundestagswahl 2009 über die Hamburger Landesliste der Partei Die Linke in den 17. Deutschen Bundestag ein. Von 2009 bis 2011 war er stellvertretender Vorsitzender der Linksfraktion und seit 2012 deren außenpolitischer Sprecher. Für die Bundestagswahl 2013 war van Aken Direktkandidat der Linken für den Bundestagswahlkreis Hamburg-Altona. Er zog wieder über die Landesliste in den 18. Deutschen Bundestag ein und war zunächst stellvertretendes Mitglied des Hauptausschusses, der aufgrund der langwierigen Koalitionsverhandlungen eingerichtet wurde und bis zur Konstituierung der ständigen Ausschüsse bestand.
In beiden Wahlperioden war van Aken ordentliches Mitglied des Auswärtigen Ausschusses des Bundestages und stellvertretendes Mitglied in dessen Unterausschuss für Abrüstung, Rüstungskontrolle und Nichtverbreitung, in der 18. Wahlperiode zusätzlich stellvertretendes Mitglied im Verteidigungsausschuss und ordentliches Mitglied im Gremium nach § 23c Absatz 8 Zollfahndungsdienstgesetz.
Im Juni 2016 kündigte van Aken an, bei der Bundestagswahl 2017 nicht mehr anzutreten, weil er für eine generelle Mandatszeitbegrenzung von Abgeordneten eintrete.
Am 10. November 2024 wurde angekündigt, dass van Aken und Heidi Reichinnek als Spitzenkandidaten ihrer Partei bei der Bundestagswahl 2025 antreten werden. Van Aken zog über Platz eins der Landesliste Hamburg in den 21. Deutschen Bundestages ein.
Van Aken ist im 21. Deutschen Bundestag Mitglied des Auswärtigen Ausschusses und stellvertretendes Mitglied im Verteidigungsausschuss.

#### Aufhebung der Immunität
Am 29. November 2012 hob der Deutsche Bundestag aufgrund einer Vorlage des Immunitätsausschusses die Immunität van Akens und dreier weiterer Abgeordneter der Linken auf. Sie hatten sich 2010 beim Castor-Transport in Niedersachsen an einem Aufruf zum Schottern – also zum strafbaren Entfernen von Steinen unter Bahngleisen – beteiligt. Im April 2013 wurde er deshalb vom Amtsgericht Lüneburg wegen einer öffentlichen Aufforderung zu Straftaten zu einer Geldstrafe von 15 Tagessätzen zu je 150 Euro verurteilt. Zwei Wochen danach verurteilte das Landgericht Lüneburg Sevim Dağdelen, Inge Höger und Christel Wegner wegen ihrer Beteiligung an dem Aufruf zum Schottern zu Geldstrafen.

### Ko-Parteivorsitzender

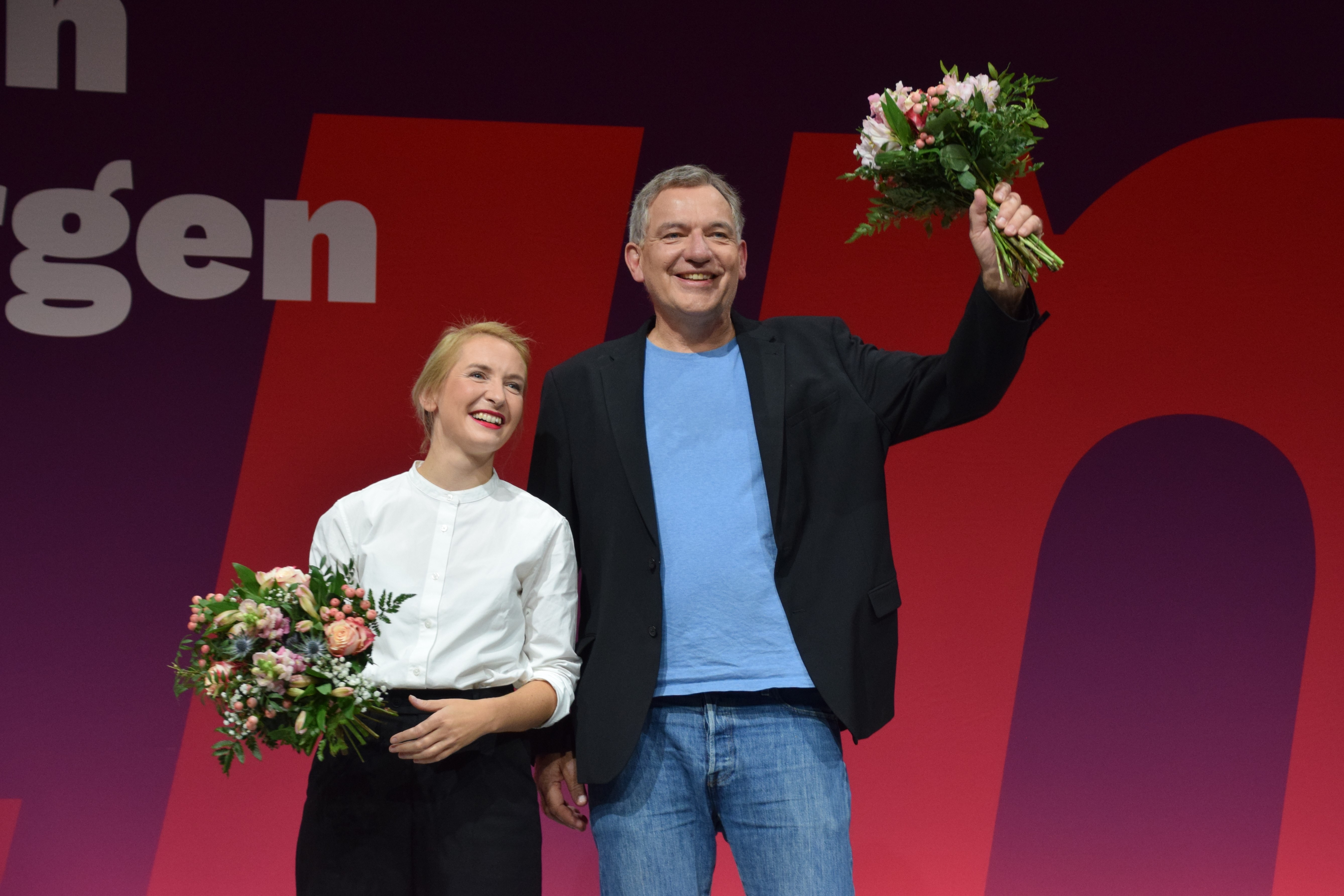
Ines Schwerdtner und Jan van Aken nach ihrer Wahl zu Parteivorsitzenden auf der 1. Tagung des 9. Parteitages (2024)

Im August 2024 verkündete van Aken – neben Ines Schwerdtner – seine Kandidatur für den Bundesparteivorsitz der Linken. Zwei Tage zuvor hatten die Parteivorsitzenden Janine Wissler und Martin Schirdewan erklärt, auf dem Parteitag im Oktober 2024 nicht erneut kandidieren zu wollen. Am 19. Oktober 2024 wurde Jan van Aken – gemeinsam mit Ines Schwerdtner – zum Parteivorsitzenden gewählt. Seine Bewerbungsrede kreiste um Milliardäre, Mindestlohn und Mietendeckel.

## Politische Positionen
Van Aken kritisierte 2024, dass Diskurse um das Thema Migration mittlerweile auf rassistische Weise geführt würden. Dabei kritisierte er insbesondere die Position des CDU-Chefs Friedrich Merz wiederholt als rassistisch. Etwa als dieser eine Ausbürgerung in jenen Fällen forderte, in denen Menschen mit mehrfacher Staatsbürgerschaft nach Erhalt der deutschen Staatsbürgerschaft wiederholt straffällig werden, oder nachdem Merz Kinder von Zugewanderten als „kleine Paschas“ bezeichnete. Seiner Ansicht nach sind die Probleme, die der Migration zugeschrieben werden, bewusst durch die Politik herbeigeführt. Um die Integration zu verbessern fordert er etwa, dass geflüchtete Menschen sofort eine Arbeitserlaubnis erhalten sollten. Auf die Nachfrage, ob er für unbegrenzte Zuwanderung sei, sagte van Aken: „Eine Grenze der Belastbarkeit gibt es immer. Aber liegt sie in Deutschland bei 100.000, einer Million oder zehn Millionen Migranten im Jahr? [...] Nach dem russischen Überfall auf die Ukraine sind mehr als eine Million Kriegsflüchtlinge zu uns gekommen. Das ist eine völlig überschaubare Zahl.“
Van Aken lehnt im Russisch-Ukrainischen Krieg Waffenlieferungen an die Ukraine ab, denn man könne „Friedensverhandlungen nicht durch Waffenlieferungen herbeiführen“. Gleichzeitig betont er aber, nicht jegliche Unterstützung einstellen zu wollen. Ein „Diktatfrieden“ zu den Bedingungen Russlands sei ebenso keine gute Lösung. Stattdessen sollten diplomatische Initiativen gestartet werden, außerdem befürwortet er konsequentere Sanktionen gegen Russland und die finanzielle Unterstützung der Ukraine. Dabei betonte er, dass er auf der Seite der Menschen in der Ukraine stehe.
Van Aken forderte 2025 eine Übergewinnsteuer für Rüstungskonzerne. Es sei unmoralisch, Gewinne „mit Krieg und Leid anderer Menschen“ zu erzielen. Als Beispiel nannte er eine Aktie des Rüstungskonzerns Rheinmetall, welche er nach eigenen Angaben vor acht Jahren für den Zutritt zu Aktionärsversammlungen gekauft hatte, die sich seit dem im Wert vervielfachte.
Um den steigenden Mieten entgegenzuwirken, forderte Van Aken 2024, nicht nur einen Mietendeckel einzuführen, sondern einen Schritt weiter zu gehen und dafür zu sorgen, dass Boden nicht mehr privatisiert wird. Boden solle stattdessen in Gemeinschaftshand liegen und dann lediglich an Genossenschaften verpachtet werden.
Schärfere Sanktionen gegen Bürgergeldempfänger lehnt er ab und bezeichnete die Diskussion um dieses Thema Anfang 2025 als „Phantomdiskussion“, da die meisten Leistungsbezieher in einer schwierigen Lage seien oder ohnehin schon einer Arbeit nachgehen, die ihnen aber nicht zum Leben reiche. Vielmehr sieht er es als Problem, dass reiche Erben schon von Beginn an so viel Geld besitzen, dass sie in ihrem Leben nicht mehr arbeiten müssen. Allgemein fordert er, ein Vermögensregister einzuführen, die Vermögensteuer wieder einzusetzen und Lücken bei der Erbschaftsteuer zu schließen, durch die Millionenerben sich von der Steuerpflicht befreien können. Dies sei vor allem eine Frage der Gerechtigkeit. Im Zuge dessen prägte Van Aken während des Bundestagswahlkampf 2025 die Losung „Milliardäre abschaffen“.

## Schriften (Auswahl)
- Entwicklung und Erprobung von Fixierungsverfahren für Experimente an Pflanzen unter Mikrogravitation. Dissertation. Universität Hamburg, 1993, DNB 940943395.
- (Hrsg.): Das NGO-Handbuch: non-governmental organisations. Greenpeace Media, Hamburg 2007, ISBN 978-3-9811689-0-7.
- Made in Hamburg – tödlich weltweit: Rüstungsindustrie in Hamburg. Selbstverlag, Hamburg 2011 (uni-hamburg.de [PDF; 819 kB]).
- «Kein Panzer geht in Kriegsgebiete»: Irrtümer und Mythen über Waffenexporte – und warum wir ihr Verbot brauchen (= Luxemburg-Argumente. Band 16). Rosa-Luxemburg-Stiftung, Berlin 2018 (rosalux.de [PDF; 10,2 MB]).
- mit Cornelia Ihl: Droht ein neues Wettrüsten? (= Online-Studie. Nr. 5/2024). Rosa-Luxemburg-Stiftung, Berlin April 2024 (rosalux.de [PDF; 1,5 MB]).
- Worte statt Waffen: Wie Kriege enden und Frieden verhandelt werden kann. Econ-Verlag, Berlin 2024, ISBN 978-3-430-21115-4.